# Waskaiowaka Lake
Der Waskaiowaka Lake ist ein See in der kanadischen Provinz Manitoba.
Der Waskaiowaka Lake liegt im Norden von Manitoba in der Division No. 23. Der See liegt auf einer Höhe von 208 m. Der Waskaiowaka Lake hat eine Ost-West-Ausdehnung von 33 km sowie eine Nord-Süd-Ausdehnung von 15 km. Er wird durch zwei Halbinseln in ein westliches und in ein östliches Becken gegliedert, welche über einen schmalen Sund miteinander verbunden sind. In das westliche Seeende mündet der wichtigste Zufluss, der Rasp River. Der Little Churchill River verlässt den See an dessen Ostufer und fließt nach Nordosten zum Churchill River. Am Abfluss des Little Churchill River befindet sich Dunlop's Fly-In Lodge sowie das Little Churchill River/Dunlop's Fly In Lodge Aerodrome.
Angeltouristen erreichen den See per Flugzeug. Der See ist bekannt für seine Hechte und Glasaugenbarsche.